# استفان اکونر
استفان اکونر (انگلیسی: Stefan O'Connor؛ زادهٔ ۲۳ ژانویهٔ ۱۹۹۷) بازیکن فوتبال اهل انگلستان است.

## زندگی حرفه‌ای
اکونر در کرویدون، لندن به دنیا آمد. وی در سال ۲۰۱۰ به آگادمی باشگاه فوتبال آرسنال پیوست.

## باشگاهی
از باشگاه‌هایی که در آن بازی کرده‌است می‌توان به آرسنال، یورک سیتی، کریستال پالاس، و باشگاه فوتبال ام‌وی‌وی ماستریخت اشاره کرد.

## تیم ملی
وی همچنین در تیم ملی فوتبال زیر ۱۷ سال انگلستان بازی کرده‌است.